# All the Way (film 2016)
All the Way è un film biografico sull'ex presidente degli Stati Uniti Lyndon B. Johnson. Il film, scritto e adattato da Robert Schenkkan, è basato sull'omonimo dramma di Schenkkan, vincitore del Tony Award alla migliore opera teatrale nel 2014.
Diretto da Jay Roach, il film è stato trasmesso dalla HBO il 21 maggio 2016.

## Trama
La storia segue le vicende dell'ormai ex Vice Presidente degli Stati Uniti d'America, Lyndon B. Johnson in seguito all'assassinio di John Fitzgerald Kennedy nel 1963. Johnson prende le redini del governo in un momento difficile della storia americana a causa della guerra in Vietnam. 
Come suo primo progetto intende mettere in atto un disegno di legge per i diritti civili, in modo tale che non ci siano più discriminazioni per il colore della pelle. Questa decisione comporta la disapprovazione del partito democratico che lo incita a lasciar perdere questo progetto; al tempo stesso Martin Luther King cerca di convincerlo a continuare su questa strada.
La proposta riesce ad essere approvata dalla camera e passa così al senato, dopo molte proteste, specialmente dai democratici, riesce ad essere trasformata in legge.
A seguito della nuova legge, si verifica un episodio che riguarda la scomparsa di tre ragazzi, tra cui un ragazzo di colore, che la polizia ritrova morti, uccisi da un gruppo di bianchi. Il presidente non prende nessuna decisione in merito, così un gruppo di neri decide di fare valere i propri diritti, domandando a gran voce di ottenere giustizia per tutte quelle persone che hanno subito violenze a causa del colore della loro pelle.
Il presidente si trova alle strette: il Nord non è dalla sua parte e nemmeno il Sud, i neri sono sempre più infuriati e questo mette a rischio le sue future elezioni.
Il presidente concede quindi a due delegati del Partito Democratico per la Libertà di partecipare alla convention democratica per eliminare la discriminazione razziale. Tuttavia questa scelta non viene ben vista da alcuni delegati del Mississippi e Alabama. 
Alla fine Johnson grazie anche al supporto di King riesce a vincere le elezioni..

## Produzione
Il film è un adattamento cinematografico di un’opera teatrale scritta da Robert Schenkkan. L’opera drammatica ha ottenuto un discreto successo nei teatri e ha vinto un Tony Award nel 2014. Il 16 luglio 2014 l'HBO ha acquistato i diritti dell'opera e ingaggiato Cranston nel ruolo del presidente.
Il 7 marzo 2015 fu annunciato che Jay Roach avrebbe diretto il film 30 giugno dello stesso anno, Anthony Mackie venne scelto per interpretare il ruolo di Martin Luther King Jr. Il 2 luglio Melissa Leo venne scelta per il ruolo della First Lady. L'8 luglio Stephen Root e Marque Richardson entrarono nel cast. Il 23 luglio Bradley Whitford venne scelto per il ruolo del Vice Presidente. Nello stesso giorno anche Aisha Hinds, Spencer Garrett, Todd Weeks e Mo McRae entrarono a far parte del cast. Il 28 luglio Frank Langella venne scelto per interpretare il senatore Richard Russell Jr. Il 18 settembre Bruce Nozick venne scelto per il ruolo di Stanley Levison. Il 29 settembre Ned Van Zandt venne scelto per interpretare il senatore J. William Fulbright.

## Accoglienza
All the Way ha ricevuto molte recensioni positive, sul sito di Metacritic  ha ricevuto una valutazione del 78% basata su 27 giudizi dei critici. Sul sito di Rotten Tomatoes ha ricevuto una valutazione del 87% basata su 30 recensioni, con una media di 7,8/10.

## Riconoscimenti
- 2016 - Emmy Awards[14]
  - Nomination Miglior attore protagonista in una miniserie o film a Bryan Cranston
  - Nomination Miglior attrice non protagonista in una miniserie o film a Melissa Leo
  - Nomination Miglior regia per un film, miniserie o speciale drammatico a Jay Roach